# Козлувкі (Опольське воєводство)
Козлувкі (пол. Kozłówki, нім. Kösling) — село в Польщі, у гміні Кетш Ґлубчицького повіту Опольського воєводства.
Населення — 186 осіб (2011).

## Демографія
Демографічна структура станом на 31 березня 2011 року:
|          | Загалом | Допрацездатний вік | Працездатний вік | Постпрацездатний вік |
| -------- | ------- | ------------------ | ---------------- | -------------------- |
| Чоловіки | 93      | 20                 | 64               | 9                    |
| Жінки    | 93      | 14                 | 53               | 26                   |
| Разом    | 186     | 34                 | 117              | 35                   |